# NGC 5947
NGC 5947 ist eine Balken-Spiralgalaxie mit aktivem Galaxienkern vom Hubble-Typ SBbc im Sternbild Bärenhüter am Nordsternhimmel. Sie ist schätzungsweise 269 Mio. Lichtjahre von der Milchstraße entfernt und hat einen Durchmesser von etwa 95.000 Lj.
Im selben Himmelsareal befinden sich u. a. die Galaxien NGC 5934, NGC 5935, NGC 5943, NGC 5945.
Das Objekt wurde am 18. Juni 1884 von Édouard Stephan entdeckt.